# Френк Міллер
Фре́нк Мі́ллер (англ. Frank Miller , * 27 січня 1957, м. Олні, штат Меріленд, США) — американський сценарист, режисер, актор, продюсер і автор коміксів в стилі нуар.
На початок 2009 року взяв участь у зйомці 22 фільмів. Найкращими кінокритики називають «Місто гріхів» (сценарист і співрежисер), «300 спартанців» та «Робокоп 2» (сценарист).
Френка Міллера також відносять до найвідоміших, найпопулярніших і найвпливовіших авторів коміксів у світі. Найвідоміші його роботи: комікси «Шибайголова» (Daredevil), «Електра» (Elektra), «Бетмен: Темний Лицар повертається» (Batman: The Dark Knight Returns), «Місто гріхів» (Sin City), «300», також він написав текст до реп-композиції «Go Ninja Go Ninja Go» з фільму «Юні Мутанти Черепашки Ніндзя II. Таємниця Препарату».

### DC Comics
- Бетмен
  - Batman: Year One (1987);
    - Batman # 404-407;

  - Batman: The Dark Knight Returns #1–4 (1986);
  - The Dark Knight Strikes Again #1–3 (2001);
  - The Dark Knight III: The Master Race #1–9 (2015–2017)`
- Супермен
  - Superman: Year One #1-3 (2019);

### Marvel Comics
- Шибайголова
  - Daredevil #158–161, 163-166, 168-191, 219, 226-233
- Людина-павук:
  - The Spectacular Spider-Man #27-28;
  - The Amazing Spider-Man Annual #14-15;
  - Marvel Team-Up #100 і Marvel Team-Up Annual #4;
- Росомаха
  - Wolverine #1–4 (1982);